# Xinbei
För andra betydelser, se Xinbei (olika betydelser).
Xinbei är ett stadsdistrikt i Changzhou stad på prefekturnivå i Jiangsu-provinsen i östra Kina. Det ligger omkring 110 kilometer öster om provinshuvudstaden Nanjing. 